# Internet Archive

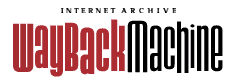
Wayback Machines logotyp.

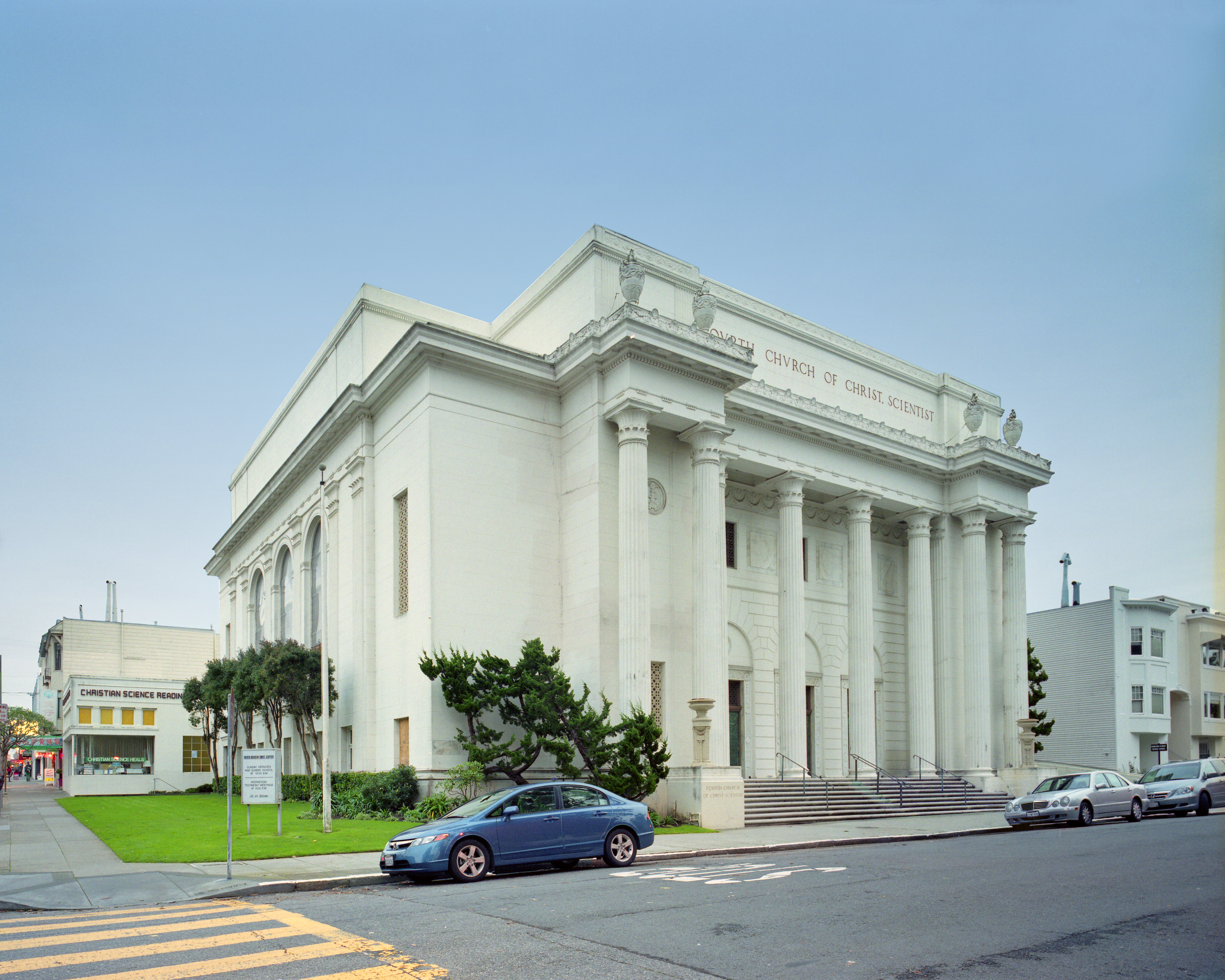
Internet Archives högkvarter i San Francisco, Kalifornien, USA.

Internet Archive är en webbplats med ett arkiv som är tillgängligt över Internet. I webbplatsen ingår Wayback Machine med arkiverade kopior av olika webbplatser från 1996 och framåt, samt arkiverade ljudband, datorprogram och filmer, som antingen inte har upphovsrätt eller har en Creative Commons-licens.

## Textsamlingar
I Internet Archive samlas även digitaliserade böcker från ett flertal olika bibliotek samt från många specialsamlingar. I oktober 2008 hade Internet Archive 18 platser i fem länder där inskanning av böcker pågick. Sammantaget skannades cirka 1 000 böcker per dag. Arbetet finansieras av bibliotek och stiftelser och tidigare även av Microsoft. Internet Archive samlar till skillnad från exempelvis Google Book Search (Google böcker) endast böcker som är i public domain eller från vilka de fått tillåtelse från författarna.
Mellan 2006 och 2008 hade Microsoft ett samarbete med Internet Archive genom dess projekt Live Search Books, inom vilket 300 000 böcker skannades in och donerades till samlingarna. Microsoft stödde även projektet ekonomiskt och med utrustning för inskanning. Den 23 maj 2008 avbröt dock Microsoft sitt stöd till projektet.
I oktober 2007 började Internet Archive även föra in böcker som skannats in av Google Book Search och som är i public domain.

## Wayback Machine
Wayback Machine är ett sökbart digitalt arkiv över webben som drivs av Internet Archive. Det är inte det enda i sin sort, men är det arkiv som har indexerat flest sidor sedan starten 1996; målet med tjänsten är att arkivera hela webben. Den teknik som används för att söka och hämta webbsidor att arkivera är en så kallad spindel, vilken letar efter sidor att indexera och som även följer hyperlänkar vidare till nya sidor. Till exempel kan detta datorprogram söka efter sidor via sökmotorer som Google. Allt kan inte sparas då det finns restriktioner av olika tekniska skäl.

## Wikipedia-projekt
Efter presidentvalet i USA 2016 inledde Internet Archive ett projekt för att underlätta källhänvisning av artiklar på Wikipedia. Det skedde i ljuset av framväxten av begrepp som fejknyheter, filterbubblor och svagheter i källbeläggning via exempelvis Google Books.